# Traveling Wilburys
Traveling Wilburys (skrajšano Wilburys) je bila britansko-ameriška glasbena superskupina, ki so jo sestavljali Bob Dylan, George Harrison, Jeff Lynne, Roy Orbison in Tom Petty. Skupina je posnela dva studijska albuma, prvega leta 1988 in drugega leta 1990, čeprav je Orbison umrl preden je bil posnet drugi album.

## Zgodovina

### 1988–90
George Harrison je ime "Traveling Wilburys" prvič omenil februarja 1988, v radijskem intervjuju z Bobom Coburnom za radijsko postajo Rockline. Na vprašanje kaj bo počel po izdaji svojega albuma Cloud Nine, je Harrison odgovoril: "Rad bi posnel album skupaj s svojimi prijatelji, mogoče s Traveling Wilburys. Gre za novo skupino, v kateri sem, imenujemo se "The Traveling Wilburys". Rad bi posnel album z njimi, kasneje pa lahko zopet snemamo svoje albume. Beseda "Wilbury" je slengovski izraz, ki jo je prvič uporabil Harrison med snemanjem albuma Cloud Nine z Jeffom Lynnom. Beseda namiguje na napake pri snemanju, na kar je Harrison Lynnu dejal, "We'll bury 'em in the mix". Kasneje so besedo uporabljali za kakršnokoli napako na nastopu, beseda pa je bila zopet uporabljena ob ustanovitvi skupine. Harrison je za ime predlagal "The Trembling Wilburys", Lynne pa je predlagal "The Traveling Wilburys", kar je kasneje postalo ime skupine. Video posnetek izbiranja imena skupine je posnel britanski fotograf NJ Latham, uredil pa ga je Harrison.
Zametki skupine so se začeli s skupnim obrokom Harrisona, Lynneja in Royja Orbisona, kasneje pa so se vsi zbrali v domačem studiu Boby Dylana v Malibuju, da bi posneli b-stran Harrisonovega singla "This Is Love". Vključitev Toma Pettyja je prišla naknadno. Harrison je namreč pri Pettyju pustil kitaro, ko je šel ponjo, pa je na snemanje povabil še Pettyja. Založba se je potem odločila, da je skladba, ki je bila posneta, "Handle with Care", predobra, da bi izšla kot b-stran singla. Člani so uživali v snemanju skupaj, zato so se odločili posneti cel album, Traveling Wilburys Vol. 1. Skladbe so pisali vsi člani, album je bil posnet v desetih dneh maja 1988, izšel pa je 18. oktobra. Album je bil posnet v hiši in na vrtu člana skupine Eurythmics, Davida A. Stewarta. Za šalo so člani skupine uporabljali psevdonime in se pretvarjali, da so polbratje - sinovi izmišljenega Charlesa Truscotta Wilburyja, Sr. Album je bil kritično in komercialno uspešen, v ZDA pa je postal 3x platinast. Bil je tudi nominiran za številne nagrade, osvojil pa je grammyja za najboljšo rock izvedbo skupine ali dueta. Opombe na ovitku albuma je pod psevdonimom napisal Michael Palin. Na drugem albumu je opombe tudi pod psevdonimom napisal Eric Idle.
Roy Orbison je umrl 6. decembra 1988, za posledicami miokardnega infarkta. V spomin Orbisonu, prikazuje videospot skladbe "End of the Line" Orbisonovo kitaro na stolu medtem, ko ostali člani skupine igrajo. Kljub Orbisonovi smrti, je preostali del skupine posnel drugi in zadnji studijski album, ki je bil namenoma poimenovan Traveling Wilburys Vol. 3. Izšel je 30. oktobra 1990 in bil manj uspešen kot predhodnik. Knjižica box seta iz 2007 kot avtorja naslova albuma navaja Harrisona, ki naj "ne bi mogel iz svoje kože". Harrison je očitno želel z naslovom nakazati na bootleg, ki naj bi bil "Volume 2".

### Sodelovanja
Med časom delovanja skupine, je vseh pet članov sodelovalo na solo albumih vsakega člana:
- Lynne in Petty sta sodelovala pri snemanju zadnjega Orbisonovega albuma Mystery Girl (1989). Harrison je eni skladbi prispeval akustično kitaro, drugi pa spremljevalni vokal.[13]
- Lynne je produciral in igral na Pettyjevem solo albumu Full Moon Fever (1989). Harrison je pri eni skladbi prispeval kitaro in spremljevalni vokal, Orbison pa je pri eni skladbi prispeval spremljevalni vokal.[14]
- Harrison je igral na Dylanovem albumu Under the Red Sky (1990).[15]
- Petty in Harrison sta sodelovala pri snemanju Lynnovega albuma Armchair Theatre (1990).[16]
- Lynne je produciral album Into the Great Wide Open (1991), skupine Tom Petty and the Heartbreakers.[17]
- Lynne in Petty sta z Delom Shannonom napisala skladbo na njegovem albumu Rock On! (1991), ki ga je produciral Lynne. Sodelovanje je sprožilo govorice, da se bo Shannon pridružil skupini.[18]
- Harrison in Petty sta se pojavila na Dylanovem albumu 30th Anniversary Concert Celebration (1992) in sta skupaj z Dylanom, Rogerjem McGuinnom, Ericom Claptonom in Neilom Youngom izvedla skladbo "My Back Pages".

Harrison se je kot Nelson Wilbury pojavil na promocijskem albumu Winter Warnerland (1988), založbe Warner Bros. Records. Na svojem albumu v živo, Live in Japan (1992), je Harrison uporabil psevdonima "Spike in Nelson Wilbury". The Traveling Wilburys so prispevali naslovno skladbo, "Nobody's Child", dobrodelnem albumu Nobody's Child: Romanian Angel Appeal, ki je izšel 24. julija 1990.

### Po razpadu skupine
Po japonski turneji leta 1991, je Harrison spregovoril o turneji skupine:
To bi bilo nekaj kar bi si želel izkusiti. Vedno sem razmišljal o tem kakšna bi lahko bila ta turneja. Bi vsak član izvedel solo del in na koncu Wilburys del, ali bi vse izvedli v Wilburys stilu? Zanimiva misel. Lahko bi imeli izvrstno spremljevalno zasedbo in bi mi štirje igrali akustično. Vsi bi lahko peli "Blowin' in the Wind" in Bob bi lahko pel "Something". Lahko pa bi peli svoje individualne pesmi in jih izvedli v Wilburys stilu, kot da bi jih na tak način posneli. Kakorkoli bi bilo, bi zadevo lahko izpeljali.
Wilburys turneje nikoli ni bilo. Tom Petty je o turneji dejal:
Mislim, da bi zadevo lahko izpeljali, če bi hoteli. Ne vem, če smo kdaj o tem resno razmišljali. Včasih smo se veliko pogovarjali okrog tega, vendar mislim, da nihče tega ni vzel resno.
Lynne je občasno še naprej sodeloval s Harrisonom, bil je tudi producent dveh "novih" singlov skupine The Beatles, "Free as a Bird" (1995) in "Real Love" (1996), ki sta izšla na albumih Anthology 1 in Anthology 2. Po Harrisonovi smrti leta 2001, sta Lynne in Dhani Harrison koproducirala in izdala Harrisonov posmrtni album Brainwashed (2002). Lynne je leta 2006 produciral tudi Pettyjev album Highway Companion.
Konec 90. let in začetek 21. stoletja sta albuma skupine postala čedalje manj dosegljiva. Harrison, kot primarni lastnik pravic, pred svojo smrtjo ni ponovno izdal albumov. Junija 2007 sta albuma izšla kot The Traveling Wilburys Collection, box set, ki je vseboval oba albuma na zgoščenkah in DVD z dokumentarnim filmom in videospoti. Set je izšel v treh izdajah: Standardna izdaja je vsebovala zgoščenki in DVD v dvojni digipak izdaji skupaj s knjižico, Deluxe izdaja je vsebovala zgoščenki in DVD z obsežnejšo knjižnico, umetniškimi razglednicami in fotografijami ter Deluxe izdaja na vinilu, ki ni vsebovala DVD-ja, je pa vsebovala 12" vinilno ploščo z redkimi verzijami skladb. Album je osvojil 1. mesto britanske in avstralske lestvice albumov. Na ameriški lestvici Billboard 200 je album dosegel 9. mesto. V prvih treh tednih je bilo prodanih 500,000 izvodov albuma, album pa je sedem tednov ostal med top 5 na britanski lestvici.

## Zasedbi
Volume 1
- "Nelson Wilbury" – George Harrison
- "Otis Wilbury" – Jeff Lynne
- "Lefty Wilbury" – Roy Orbison
- "Charlie T. Wilbury, Jr" – Tom Petty
- "Lucky Wilbury" – Bob Dylan

Volume 3
- "Spike Wilbury" – George Harrison
- "Clayton Wilbury" – Jeff Lynne
- "Muddy Wilbury" – Tom Petty
- "Boo Wilbury" – Bob Dylan

Jim Keltner, studijski bobnar in tolkalist ni bil na nobenem albumu označen za "Wilburyja". Kljub temu ga lahko vidimo v videospotih skupine in na DVD-ju, kjer je dobil nadimek "Buster Sidebury". Nasnemavanja bonus skladb "Maxine" in "Like a Ship" omenjajo tudi "Ayrtona Wilburyja", psevdonim Dhanija Harrisona. Ime Ayrton je dobil v spomin dirkača Ayrtona Senne. Jim Horn je igral saksofon na obeh albumih. Solo kitaro pri skladbi "She's My Baby" je igral kitarist Gary Moore.

## Diskografija

### Studijski albumi
| Naslov                    | Podrobnosti                                                                                         | Lestvice | Lestvice | Lestvice | Lestvice | Lestvice | Lestvice | Lestvice | Lestvice | Certifikati                                        |
| Naslov                    | Podrobnosti                                                                                         | ZDA      | AUS      | AUT      | NOR      | NZ       | ŠVE      | ŠVI      | VB       | Certifikati                                        |
| ------------------------- | --------------------------------------------------------------------------------------------------- | -------- | -------- | -------- | -------- | -------- | -------- | -------- | -------- | -------------------------------------------------- |
| Traveling Wilburys Vol. 1 | - Datum izdaje: 18. oktober 1988 - Založba: Wilbury Records - Formati: zgoščenka, LP plošča, kaseta | 3        | 1        | 3        | 2        | 2        | 2        | 6        | 16       | - KAN: 6× Platinum - VB: Silver - ZDA: 3× Platinum |
| Traveling Wilburys Vol. 3 | - Datum izdaje: 29. oktober 1990 - Založba: Wilbury Records - Formati: zgoščenka, LP plošča, kaseta | 11       | 14       | 22       | 3        | 19       | 5        | 18       | 14       | - KAN: Platinast - VB: Platinast - ZDA: Platinast  |

### Box seti
| Naslov                            | Podrobnosti                                                                                         | Lestvice | Lestvice | Lestvice | Lestvice | Lestvice | Lestvice | Lestvice | Lestvice | Certifikati                                     |
| Naslov                            | Podrobnosti                                                                                         | ZDA      | AUS      | AUT      | NOR      | NZ       | ŠVE      | ŠVI      | VB       | Certifikati                                     |
| --------------------------------- | --------------------------------------------------------------------------------------------------- | -------- | -------- | -------- | -------- | -------- | -------- | -------- | -------- | ----------------------------------------------- |
| The Traveling Wilburys Collection | - Datum izdaje: 11. junij 2007 - Založba: Wilbury Records - Formati: zgoščenka, LP plošča, download | 9        | 1        | 24       | 1        | 1        | 2        | 45       | 1        | - AUS: 2× platinast - VB: Platinast - ZDA: Zlat |

### Singli
| Leto | Singl              | Lestvice | Lestvice | Lestvice | Lestvice | Lestvice | Lestvice | Lestvice | Album                                 |
| Leto | Singl              | ZDA      | US Main  | US AC    | AUS      | KAN      | NZ       | VB       | Album                                 |
| ---- | ------------------ | -------- | -------- | -------- | -------- | -------- | -------- | -------- | ------------------------------------- |
| 1988 | "Handle with Care" | 45       | 2        | 30       | 3        | —        | 4        | 21       | Traveling Wilburys Vol. 1             |
| 1989 | "End of the Line"  | 63       | 2        | 28       | 12       | —        | 11       | 52       | Traveling Wilburys Vol. 1             |
| 1990 | "Nobody's Child"   | —        | —        | —        | —        | —        | 9        | 44       | Nobody's Child: Romanian Angel Appeal |
| 1990 | "She's My Baby"    | —        | 2        | —        | 45       | 30       | —        | 79       | Traveling Wilburys Vol. 3             |
| 1991 | "Wilbury Twist"    | —        | 46       | —        | —        | 86       | —        | —        | Traveling Wilburys Vol. 3             |

### Ostale skladbe
| Leto | Singl                        | Lestvice | Lestvice | Lestvice | Lestvice | Album                     |
| Leto | Singl                        | US Main  | KAN      | NZ       | VB       | Album                     |
| ---- | ---------------------------- | -------- | -------- | -------- | -------- | ------------------------- |
| 1988 | "Last Night"                 | 5        | —        | —        | —        | Traveling Wilburys Vol. 1 |
| 1989 | "Tweeter and the Monkey Man" | 41       | —        | —        | —        | Traveling Wilburys Vol. 1 |
| 1989 | "Heading for the Light"      | 7        | —        | —        | —        | Traveling Wilburys Vol. 1 |
| 1990 | "Inside Out"                 | 16       | 50       | —        | —        | Traveling Wilburys Vol. 3 |